# Juraj Palkovič (duchovní)
Juraj Palkovič, též Jur Palkovič nebo Jur Palkovics (24. dubna 1763, Veľké Chlievany – 21. ledna 1835, Ostřihom (Esztergom), byl slovenský římskokatolický duchovní, církevní hodnostář, pedagog a překladatel.

## Život
Od roku 1773 žil s rodiči v Doľanech. Studoval v Semináři sv. Štefana v Trnavě a v Semináři „Pazmaneum“ ve Vídni, po zrušení tohoto ústavu pokračoval v letech 1784–1788 ve studiích na generálním semináři v Bratislavě. V roce 1788 byl vysvěcen na kněze. V následujících letech Palkovič sloužil jako kaplan v Štiavnických dolech a v Pezinku. Od roku 1799 byl profesorem etiky na semináři v Bratislavě, v letech 1800–1820 působil jako profesor církevního práva a etiky v semináři a jako knihovník kapitulské knihovny v Trnavě. V roce 1816 se stal kanovníkem ostřihomské arcidiecéze, po přesídlení kapituly do Ostřihomi působil tam.
Během studií v Bratislavě byl členem kroužku vlasteneckých filologů, zakládajícím členem bernolákovského Slovenského učeného tovarišstva. Po smrti Antona Bernoláka a Juraje Fándlyho se stal nejvýznamnějším představitelem bernolákovského hnutí. Šíření a rozvoji bernolákovského spisovného jazyka napomáhal především vydavatelskou a překladatelskou prací. Byl největším mecenášem literatury vydávané v bernolákovštině, na což obětoval většinu svých příjmů. Štefanu Moyzesovi přispěl na vydání slovenského zpěvníku a slovenského katechismu. Jeho zásluhou vyšla do roku 1835 všechna díla nejvýznamnějšího bernolákovského básníka Jána Hollého, jehož poradcem byl a se kterým vedl rozsáhlou korespondenci.
Překládal z němčiny, latiny a řečtiny, zejména biblická dramata a filozofické texty. Dlouhodobě usiloval o překlad Bible do bernolákovské slovenštiny. Překlad se mu nakonec podařilo realizovat a na vlastní náklady vydat ve dvou svazcích, a to v letech 1829 a 1832. Sám ho slovenským farnostem posílal zdarma. Během prací na překladu Bible stihl v letech 1825–1827 vydat ještě šestisvazkový slovník „Slowár Slowenskí, Češko-Laťinsko-Ňemecko-Uherskí“ Antona Bernoláka, který zredigoval, upravil a doplnil.